# Кёц (река)
Кёц (нем. Kötz) — река в Германии, протекает по Швабии (земля Бавария), левый приток Гюнца. Речной индекс 115892. Площадь бассейна реки составляет 38,8 км². Длина реки 19,5 км. Выстота истока 520 м. Выстота устья 458 м